# Flachsmarkt Linn

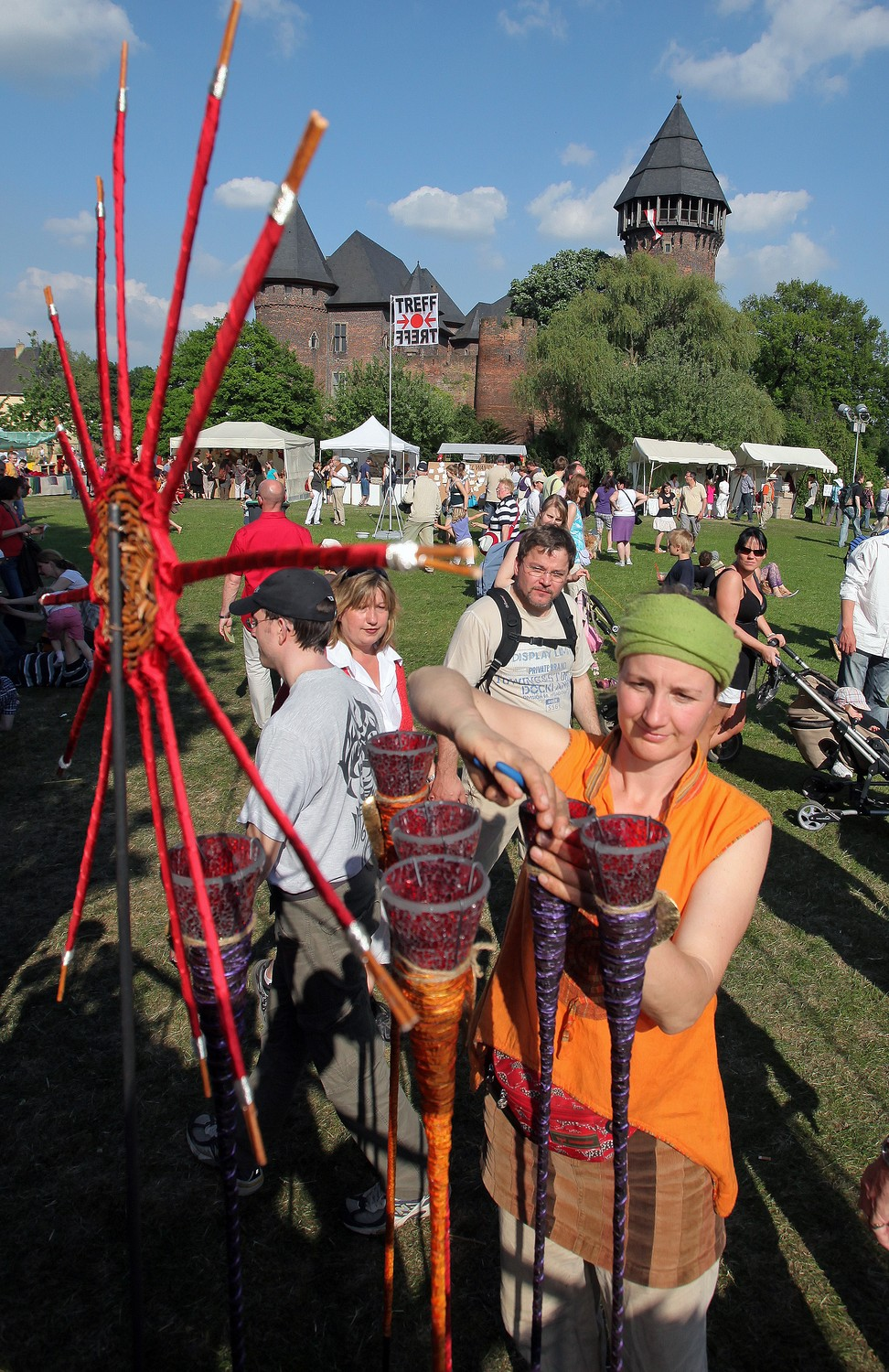
Flachsmarkt 2013

Der Flachsmarkt um Burg Linn ist einer der größten historischen Handwerkermärkte Deutschlands. Er findet jedes Jahr am Pfingstwochenende im Krefelder Stadtteil Linn rund um die Burg Linn und im historischen Ortskern Linns statt. Mehr als 300 Handwerker und Kunsthandwerker präsentieren sich selbst, ihren Beruf und ihre Arbeiten. Vor allem viele beinahe ausgestorbene Berufe werden gezeigt, darunter zum Beispiel Lehmbauer, Mollenbauer, Waffenschmiede, Scherenschleifer, Blaudrucker, Seifenmacher, Perückenmacher, Zylindermacher und viele andere.
Auch mittelalterliche Ritterspiele stehen im Mittelpunkt. Traditionsgruppen zeigen mittelalterliches Leben und ritterliche Turniere. Auf der großen Wiese vor der Burg messen sich die Ritter im Ringstechen, Helmschlagen, Rolandsreiten, Lanzenstechen und bei der Sauhatz.
Auf verschiedenen Bühnen treten Künstler und Musikgruppen auf, Gaukler, Spielleute und Geschichtenerzähler ziehen in traditioneller Kostümierung über die Wiesen.

## Geschichte

### Bis Anfang des 20. Jahrhunderts
Historisch geht die Tradition des Flachsmarktes bis in die Zeit der Stadterhebung Linns um 1315 zurück. Bereits damals wurde der in der Umgebung angebaute Flachs sowie Produkte daraus, wie zum Beispiel Leinen, auf dem Linner Marktplatz, dem Andreasmarkt, verkauft oder gegen Haushaltswaren oder Vieh getauscht. Schon bald entwickelte sich dieser „Flachsmarkt“ zu einem der bedeutendsten Märkte der Region. Die Linner Märkte waren bei Flachshändlern und Bauern bis in den Raum Kempen/Erkelenz bekannt und sehr beliebt. Händler und Krämer kamen zu den Markttagen sogar bis aus Moers nach Linn und boten neben Flachs und Leinen auch Eisen-, Holz-, Leder- und Korbwaren, Steine, Töpferwaren, Textilien (auch gebrauchte), Pferdegeschirr, Getreide und später auch Fleisch und Brot an. Genauer gab es in Linn bis zu vier Märkte im Jahr:
1. Linner Halbfastenmarkt (jährlich kurz vor Ostern)
2. Augustmarkt (jährlich im August)
3. Andreasmarkt zu Lynn (alle 7 Jahre am 30. November, dem Andreastag)
4. Neuer Linner Markt (ab 1809)

Einen regelmäßigen Wochenmarkt gab es in Linn nicht. Der Augustmarkt dürfte der erste Flachsmarkt im Jahr gewesen sein, da bereits im Juli und August der Flachs geerntet und eingefahren wurde. Der Andreasmarkt war ein Flachs- und Krammarkt zu Ehren von St. Andreas und wird erstmals 1695 in den Linner Stadtrechnungen erwähnt. Er fand zunächst nur alle 7 Jahre statt. Der eigentliche Flachsmarkt geht in seiner Tradition jedoch auf diesen Andreasmarkt zurück. Der Andreasmarkt entwickelte sich zu einem regelrechten Jahrmarkt mit Schaubuden und anderen typischen Attraktionen. Mit Flachs und Leinen wurde jedoch auch auf jedem anderen Markt in Linn gehandelt. Ab 1809 fand somit ein Flachsmarkt dann sogar bis zu viermal im Jahr in Linn statt.
Ausgenommen vom Andreasmarkt wurden alle Markttage in Linn von der preußischen Regierung in Düsseldorf Mitte des 19. Jahrhunderts auf Wochentage gelegt. Zunehmend wurden die anderen Märkte so zu lokalen Veranstaltungen und verloren ihren überregionalen Charakter. Als der Flachsanbau bedingt durch den Import von preiswerter Baumwolle auch in der Region um Linn immer mehr zurückging, verlor auch der Flachsmarkt zunehmend an Bedeutung. 1903 fand der letzte ursprüngliche Flachsmarkt statt und geriet in Vergessenheit.

### Seit 1974

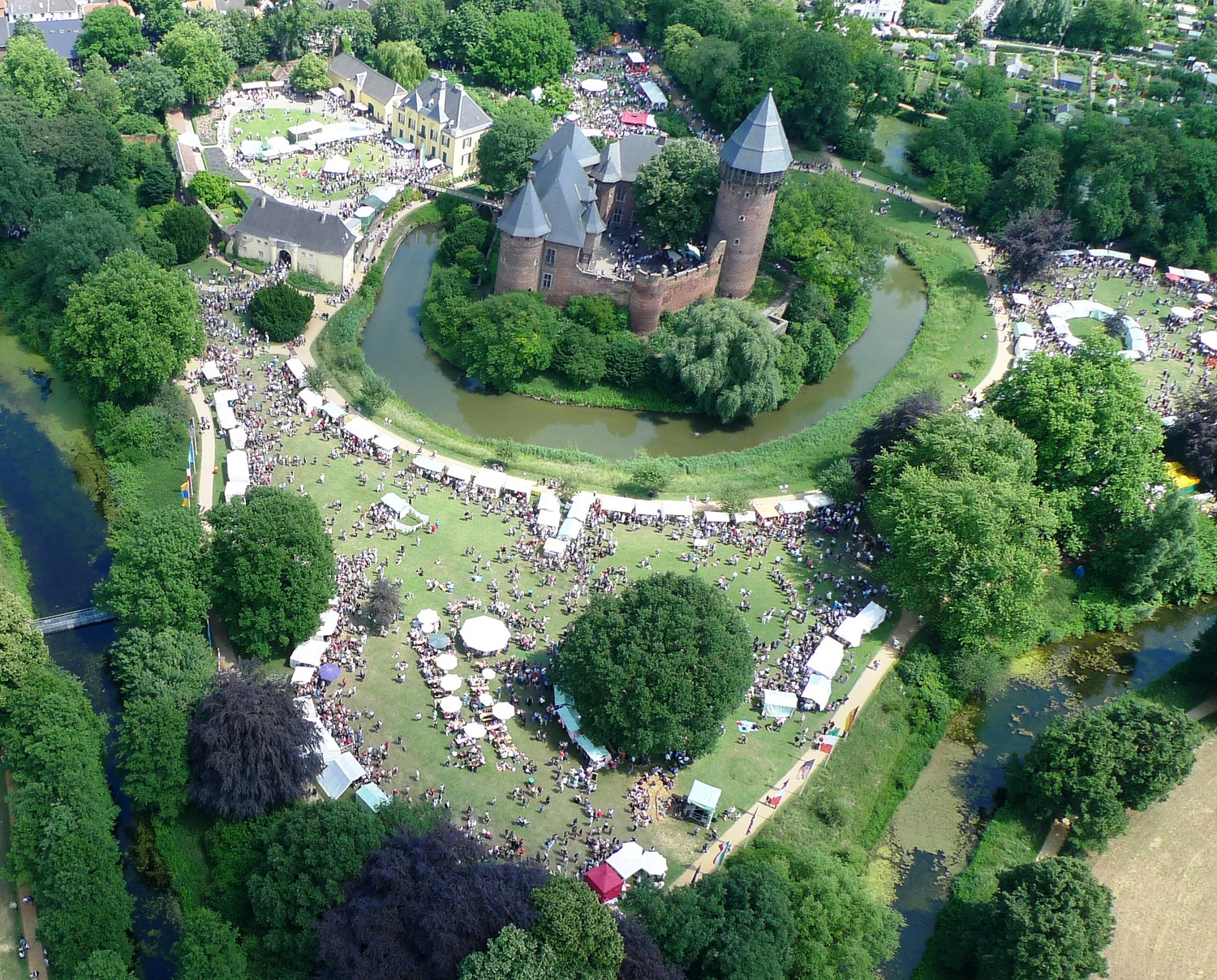
Flachsmarkt Luftaufnahme

1974 wurde der Flachsmarkt als Handwerkermarkt in seiner heutigen Form von Linner Bürgern wiederbelebt, unter ihnen der noch Anfang des 21. Jahrhunderts aktive Organisator und Initiator des Flachsmarktes, der Landschaftsarchitekt und Lokalpolitiker Helmer Raitz von Frentz (* 1930), und der Mitinitiator und Linner Schornsteinfeger Hartmut Hauser. Der erste Flachsmarkt in dieser neuen Form wurde wie das historische Vorbild am Andreastag, dem 30. November, abgehalten. Seit 1975 findet er wegen der besseren Wetterverhältnisse jährlich am Pfingstwochenende statt.
Der Flachsmarkt 1975 spielte sich wie sein historisches Vorbild auf dem Andreasmarkt und den unmittelbar angrenzenden Straßen ab. Es gab bereits eine Bühne mit kurzen Vorführungen und mit Theo Stevens einen Linner Anwohner und Schauspieler, der in die Rolle des Kurfürsten „Theo I. von Linn“ schlüpfte. Die Darstellung des Kurfürsten ist eine Anspielung auf Kurfürst Clemens August von Bayern, seinerzeit Erzbischof von Köln und Herr über das kurkölnische Städtchen Linn samt Burg. Sie hat sich zu einer Tradition entwickelt. Heute eröffnet der „Kurfürst“ jedes Jahr in der Linner Vorburg den Flachsmarkt mit einer Begrüßung. Anschließend bringt er sein Siegel an, um die Legitimität des Marktes zu bekunden. Dann wird das Richtschwert öffentlich ausgestellt, um alle Besucher und Marktteilnehmer zu ermahnen, dass auf diesem Markt auch Recht gesprochen und notfalls mit dem Schwert durchgesetzt wird. Letzteres liegt in der mittelalterlichen Geschichte Linns als Austragungsort für Gerichtstage begründet, zunächst durch einen Drosten, später durch den Schultheiß.
Schnell wuchs der Platzbedarf. Der sechste Flachsmarkt 1978 wurde auf die Albert-Steeger-Straße, die Vorburg, die Museumswiese, die Burgwiese, den Lindenberg und die Burg selbst ausgedehnt. Vieles konnte nur mit der Hilfe zahlreicher Freiwilliger und Sponsoren bewerkstelligt werden. Linner Unternehmen stellten ihr Know-how, Maschinen und Fahrzeuge zur Verfügung. Das in dieser Zeit im Linner Hafen stationierte Bataillon der Flusspioniere der Bundeswehr steuerte eine vollständige Sanitätsabteilung bei.
Am 27. September 1978 wurde die „Arbeitsgemeinschaft Flachsmarkt e. V.“ ins Leben gerufen. Sie kümmert sich um die Organisation und Abwicklung des Flachsmarktes. 
Das Plakat mit der Frau am Spinnrad, die Flachs spinnt, wurde von der Krefelder Grafikerin Helga Lorenzen entworfen. Die Flachsspinnerin hat sich zum Markenzeichen des Flachsmarktes entwickelt.
Helmer Raitz von Frentz und seine Frau Marianne erhielten 1993 für ihre Verdienste um den Flachsmarkt das Bundesverdienstkreuz.

## Schirmherrschaft
In jedem Jahr steht der Flachsmarkt unter der Schirmherrschaft einer Persönlichkeit aus Kultur, Wirtschaft und Politik.
Die bisherigen Schirmherren waren:
- 1975: Leopold Wahlefeld
- 1976: Achim Rohde, Regierungspräsident des Regierungsbezirks Düsseldorf
- 1977: Burkhard Hirsch, Innenminister des Landes Nordrhein-Westfalen
- 1978: Jürgen Girgensohn, Kultusminister des Landes Nordrhein-Westfalen
- 1979: Horst Ludwig Riemer, Minister für Wirtschaft, Mittelstand und Verkehr des Landes Nordrhein-Westfalen
- 1980: Paul Schnitker, Präsident des Zentralverbandes des Deutschen Handwerks
- 1981: Constantin Freiherr Heereman von Zuydtwyck, Präsident des Deutschen Bauernverbandes
- 1982: Hans Otto Bäumer, Minister für Ernährung, Landwirtschaft und Forsten des Landes Nordrhein-Westfalen
- 1983: Herbert Schnoor, Innenminister des Landes Nordrhein-Westfalen
- 1984: Walter Scheel, Bundespräsident a. D.
- 1985: Dorothee Wilms, Bundesministerin für Bildung uns Wissenschaft
- 1986: Annemarie Renger, Vizepräsidentin des Deutschen Bundestages
- 1987: Jürgen Möllemann, Bundesminister für Bildung und Wissenschaft
- 1988: Sonja Gräfin Bernadotte, Präsidentin der Deutschen Gartenbaugesellschaft
- 1989: Fritz Behrens, Regierungspräsident des Regierungsbezirks Düsseldorf
- 1990: John Adriaan van Graafeiland, Bürgermeister der Partnerstadt Venlo
- 1991: Peter D. Kimberlin, Lord Mayor Councillor of the Leicester City Council, Bürgermeister der Partnerstadt Leicester
- 1992: Richard Vinrooth, Bürgermeister der Partnerstadt Charlotte
- 1993: Franz-Josef Kniola, Minister für Stadtentwicklung, Wohnen und Verkehr des Landes Nordrhein-Westfalen
- 1994: Norbert Blüm, Bundesminister für Arbeit und Sozialordnung
- 1995: Jürgen Schröter, Landrat des Partnerkreises Oder-Spree
- 1996: Alexander Fürst zu Sayn-Wittgenstein-Sayn, Präsident der Deutschen Burgenvereinigung
- 1997: Johannes Rau, Ministerpräsident des Landes Nordrhein-Westfalen
- 1998: Juri Poljanskow, Rektor der Universität der Partnerstadt Uljanowsk
- 1999: Jan Revis, Generalkonsul der Niederlande
- 2000: Ferdinand Esser, Landesdirektor des Landschaftsverband Rheinland
- 2001: Ernst Schwanhold, Minister für Wirtschaft und Mittelstand, Energie und Verkehr des Landes Nordrhein-Westfalen
- 2002: Dieter Philipp, Präsident des Zentralverbandes des Deutschen Handwerks
- 2003: Wolfgang Schulhoff, Präsident der Handwerkskammer Düsseldorf
- 2004: Pawel Michailowitsch Romanenko, Oberbürgermeister der Partnerstadt Uljanowsk
- 2005: Jürgen Büssow, Regierungspräsident des Regierungsbezirks Düsseldorf
- 2006: Michel Delebarre, Bürgermeister der Partnerstadt Dünkirchen
- 2007: Andreas Pinkwart, Minister für Innovation, Wissenschaft, Forschung und Technologie des Landes Nordrhein-Westfalen
- 2008: Manfred Palmen, parlamentarischer Staatssekretär des Landes Nordrhein-Westfalen
- 2009: Norbert Kühn, Leiter des Fachbereichs Kultur beim Landschaftsverband Rheinland
- 2010: Leen van Marion, Stiftung Rura, Roermond
- 2011: Otto Kentzler, Präsident des Zentralverbandes des Deutschen Handwerks
- 2012: Norbert Walter-Borjans, Finanzminister des Landes Nordrhein-Westfalen
- 2013: Margret Wensky, Abteilungsleiterin Abteilung Stadt- und Landesgeschichte des LVR-Instituts für Landeskunde und Regionalgeschichte
- 2014: Antoin Scholten, Bürgermeister der Partnerstadt Venlo

## Leopold-Wahlefeld-Plakette
Die Arbeitsgemeinschaft Flachsmarkt verleiht jedes Jahr im Rahmen des Eröffnungsprogrammes des Flachsmarktes die Leopold-Wahlefeld-Plakette an Personen, Institutionen oder Gruppen, welche sich durch eine außerordentliche Leistung zur Förderung des Gemeinwesens in den Bereichen Brauchtumspflege, Soziales und Jugendarbeit hervorgetan haben.

## Qualität
Alle teilnehmenden Handwerker müssen etwas zur Herstellung ihrer Produkte an ihrem Stand demonstrieren. Reine Verkaufsstände gibt es nicht. Über die Jahre wuchs die Zahl der vertretenen, heute vielfach exotisch anmutenden Handwerksberufe. Viele Aussteller sind die letzten Meister ihres Faches. So gab es bis vor einigen Jahren noch einen Fallenbauer, der Mausefallen komplett selber herstellte und extra aus der Eifel anreiste. Heute kommen Handwerker aus den nahen Niederlanden, aber auch aus weiter entfernten Ländern wie Polen oder Tschechien.

## Sicherheit
2003 musste der Flachsmarkt das bisher einzige Mal abgebrochen werden: Ein schweres Unwetter zog auf, was die Veranstalter dazu veranlasste, den Platz sicherheitshalber zu räumen. 13.000 Besucher konnten ohne Probleme binnen 20 Minuten den Flachsmarkt ruhig und geordnet verlassen, was als Beweis für ein funktionierendes Notfallmanagement gewertet wurde. Am darauf folgenden Tag konnte der Markt fortgesetzt werden.
Aufgrund seit 2010 erneut verschärfter Sicherheitsbestimmungen darf nur noch eine begrenzte Anzahl Menschen gleichzeitig in die Burg eingelassen werden. Auch wird jedes Jahr eine provisorische Brücke aus Pontons über den Weiher gebaut, welche allein den Rettungskräften vorbehalten ist, um im Notfall hierüber abkürzen zu können.

## Bildergalerie

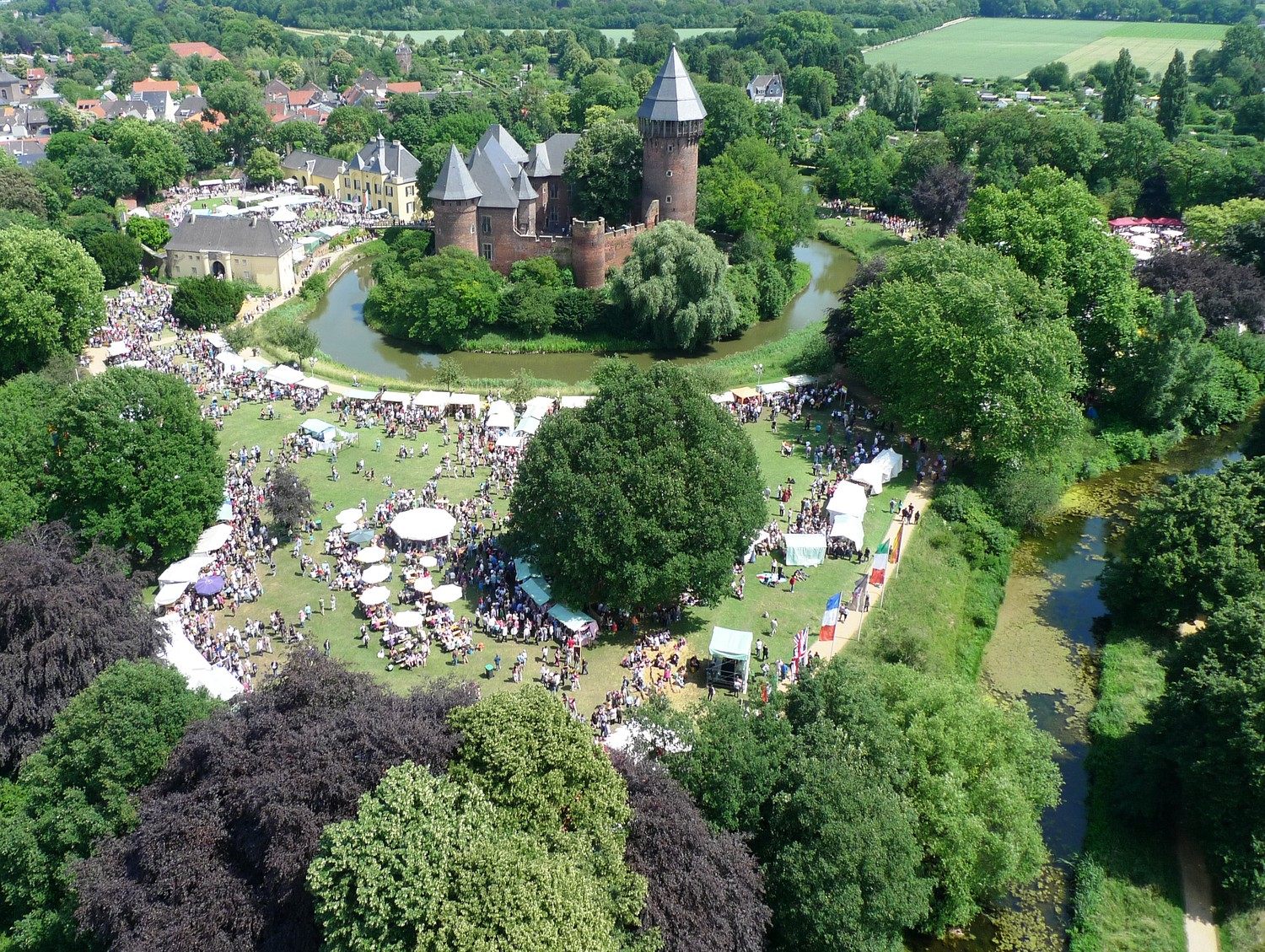
Flachsmarkt Luftaufnahme
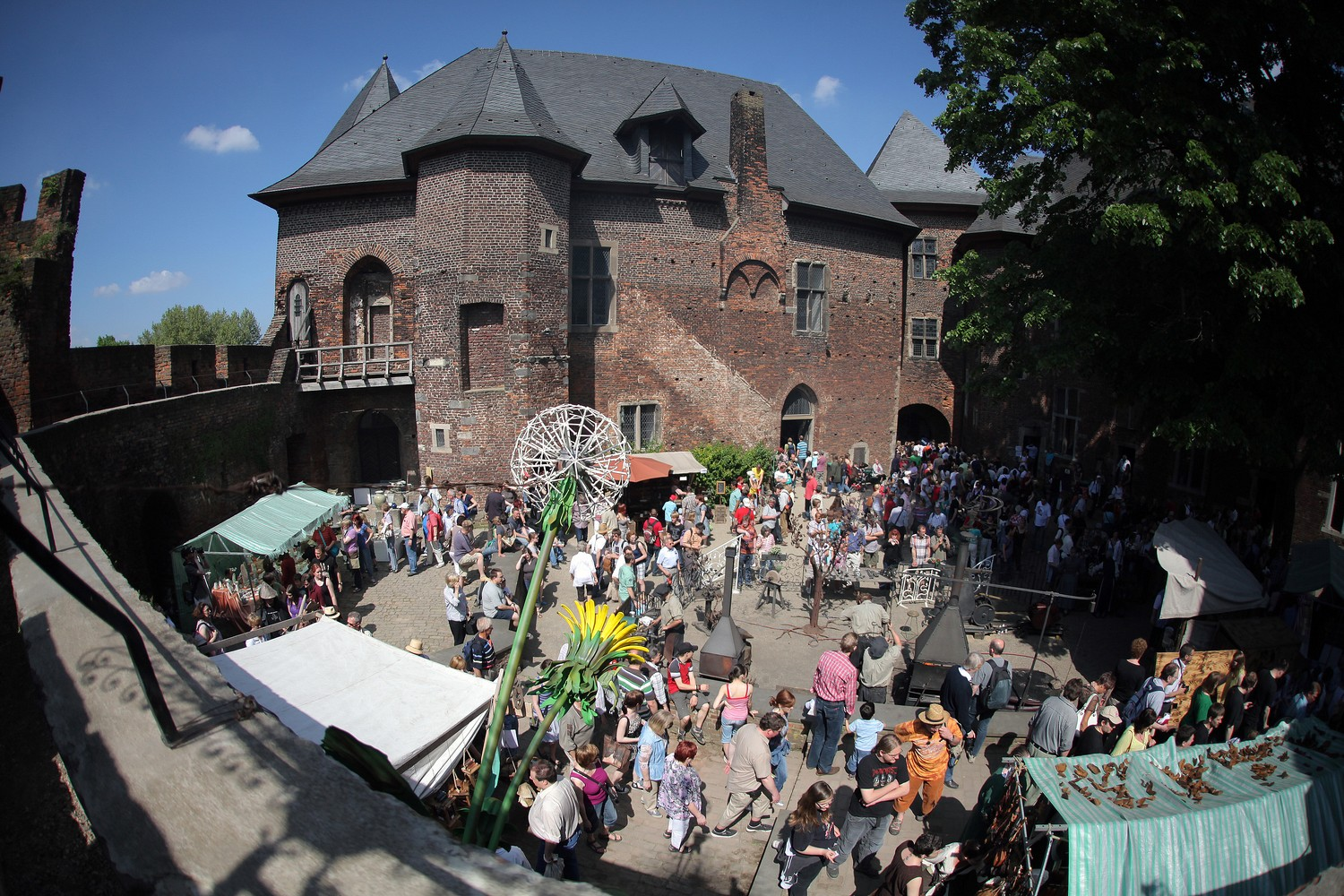
Blick in die Burg zum Flachsmarkt
Musikanten Flachsmarkt
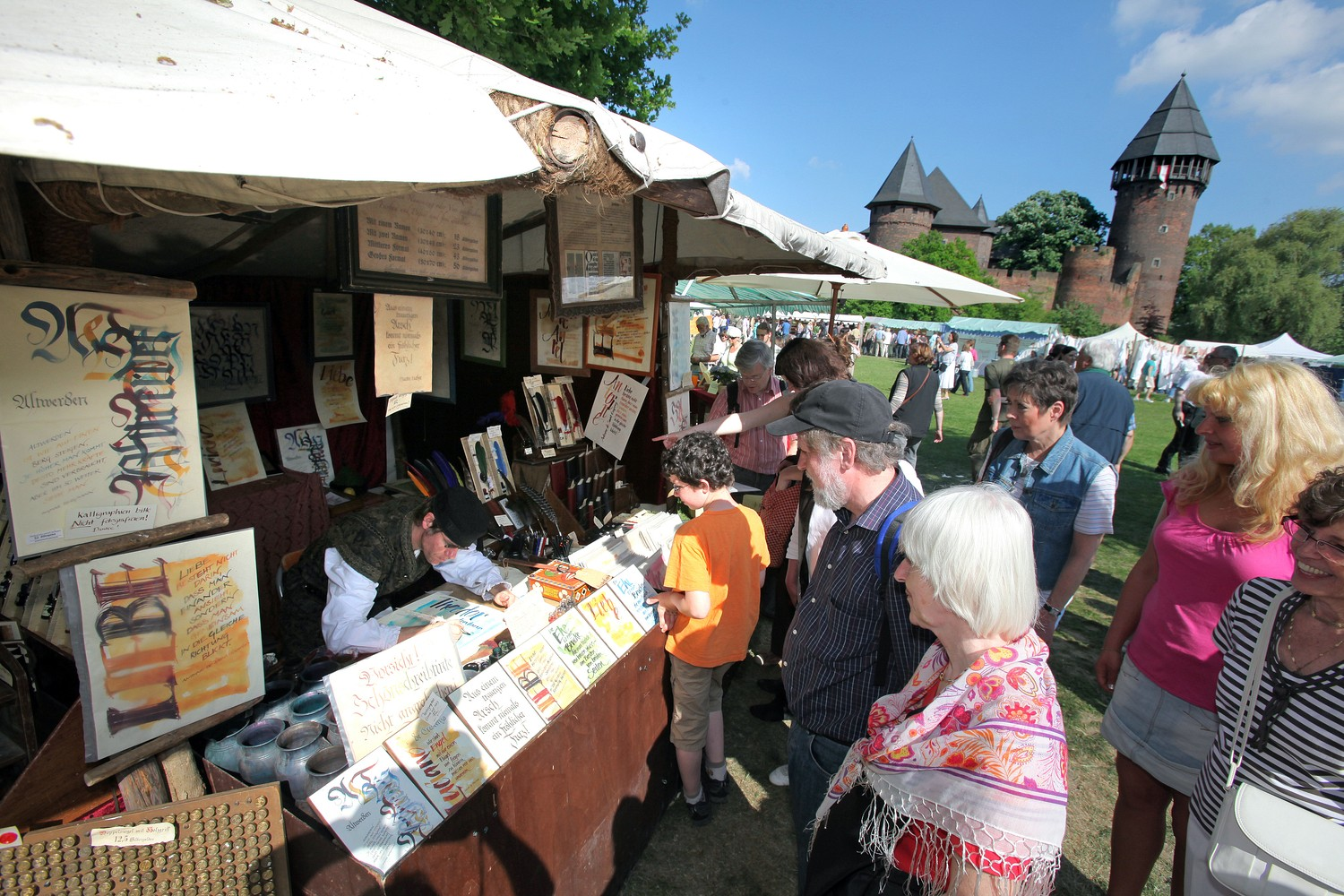
Kalligrafie
Schmied Flachsmarkt
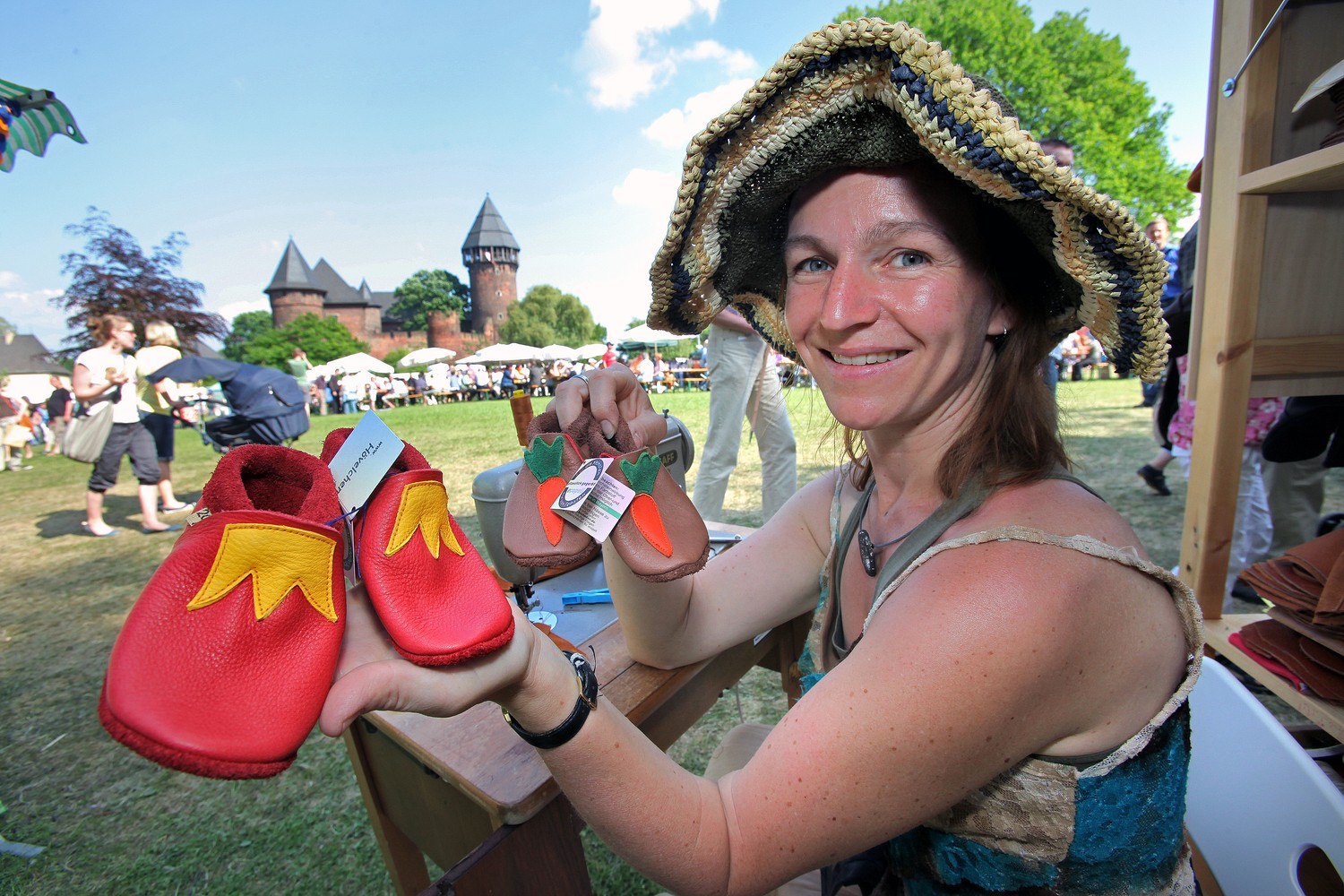
Schuhe
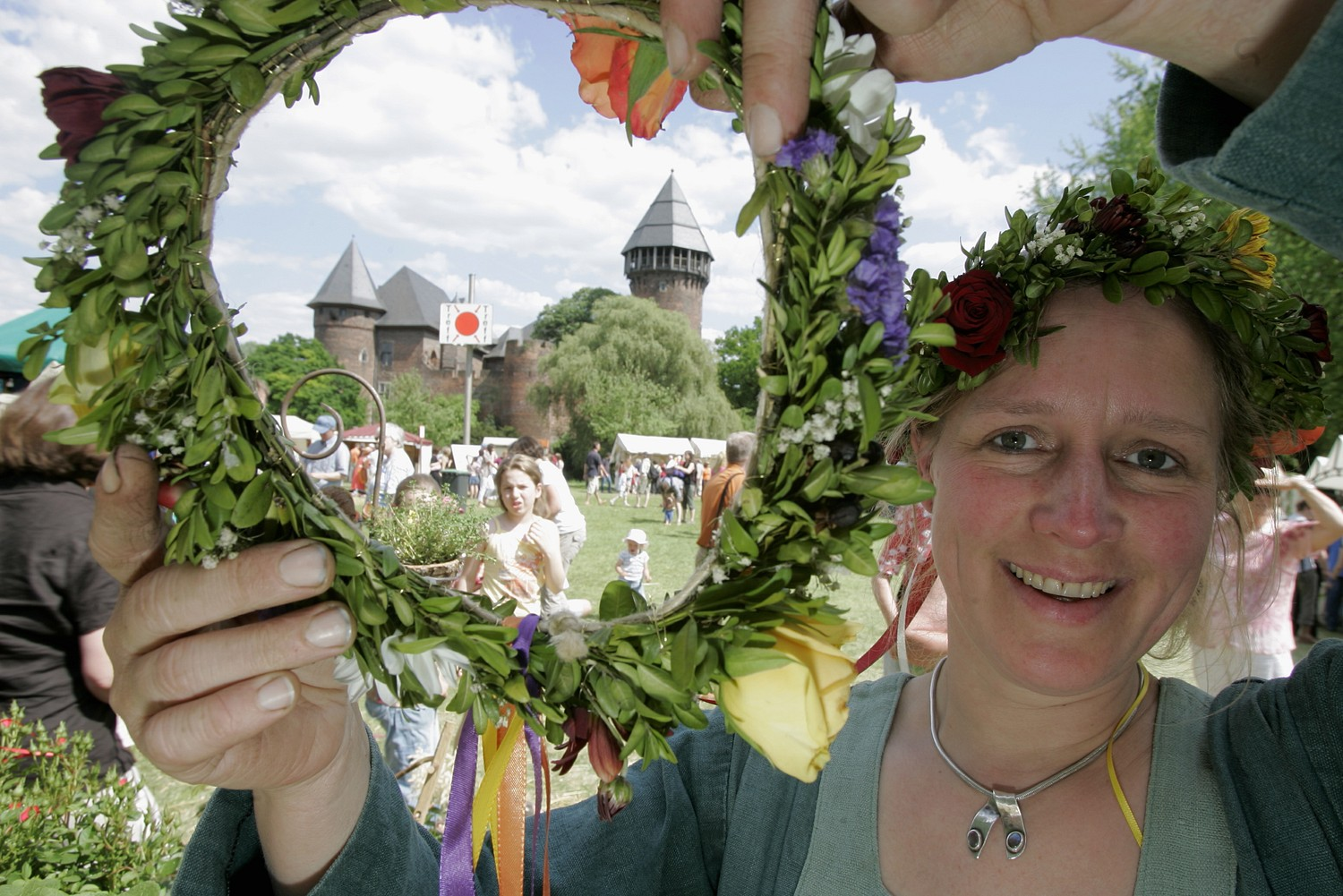
Flachsmarkt rund um Burg Linn
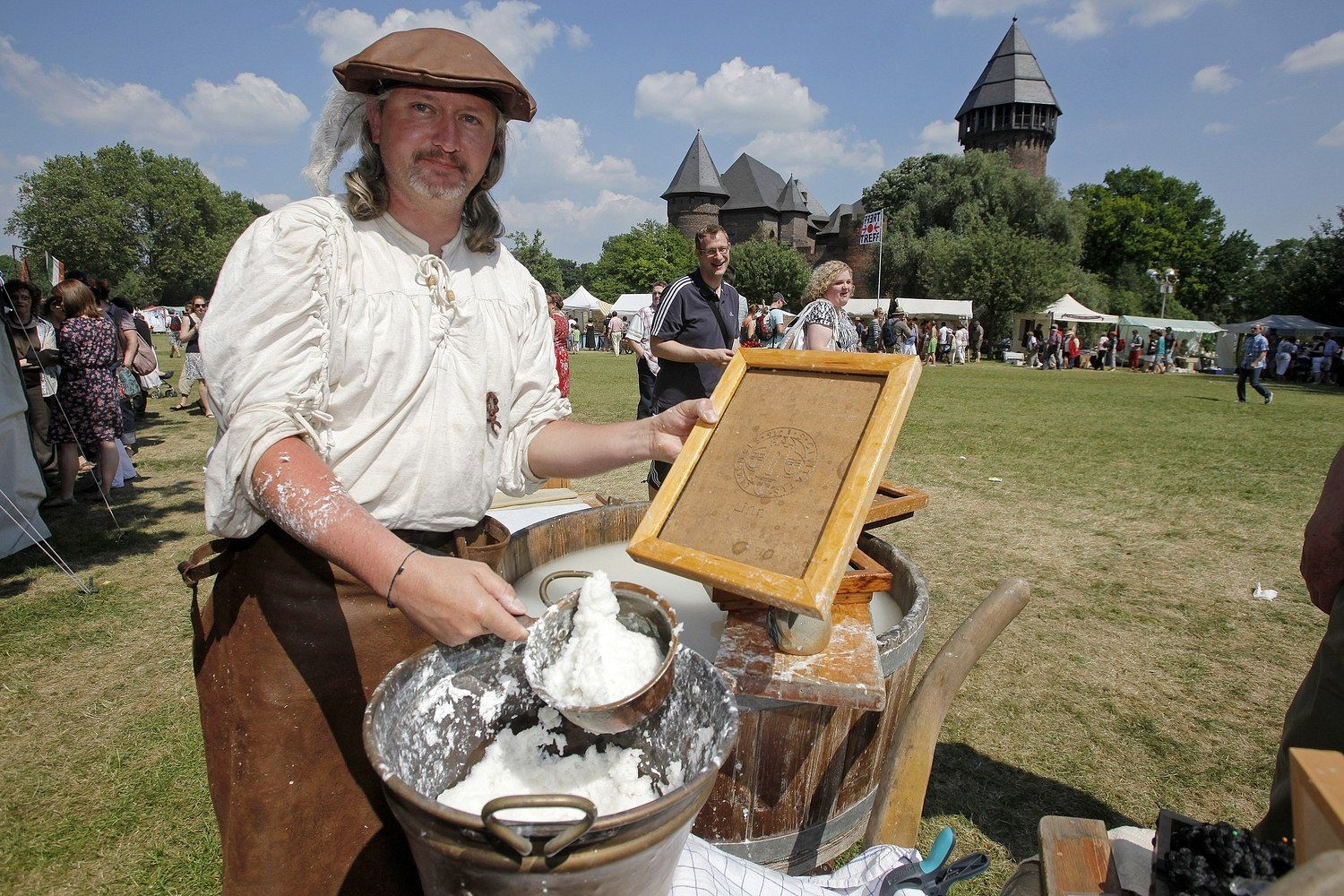
Papierschöpfen
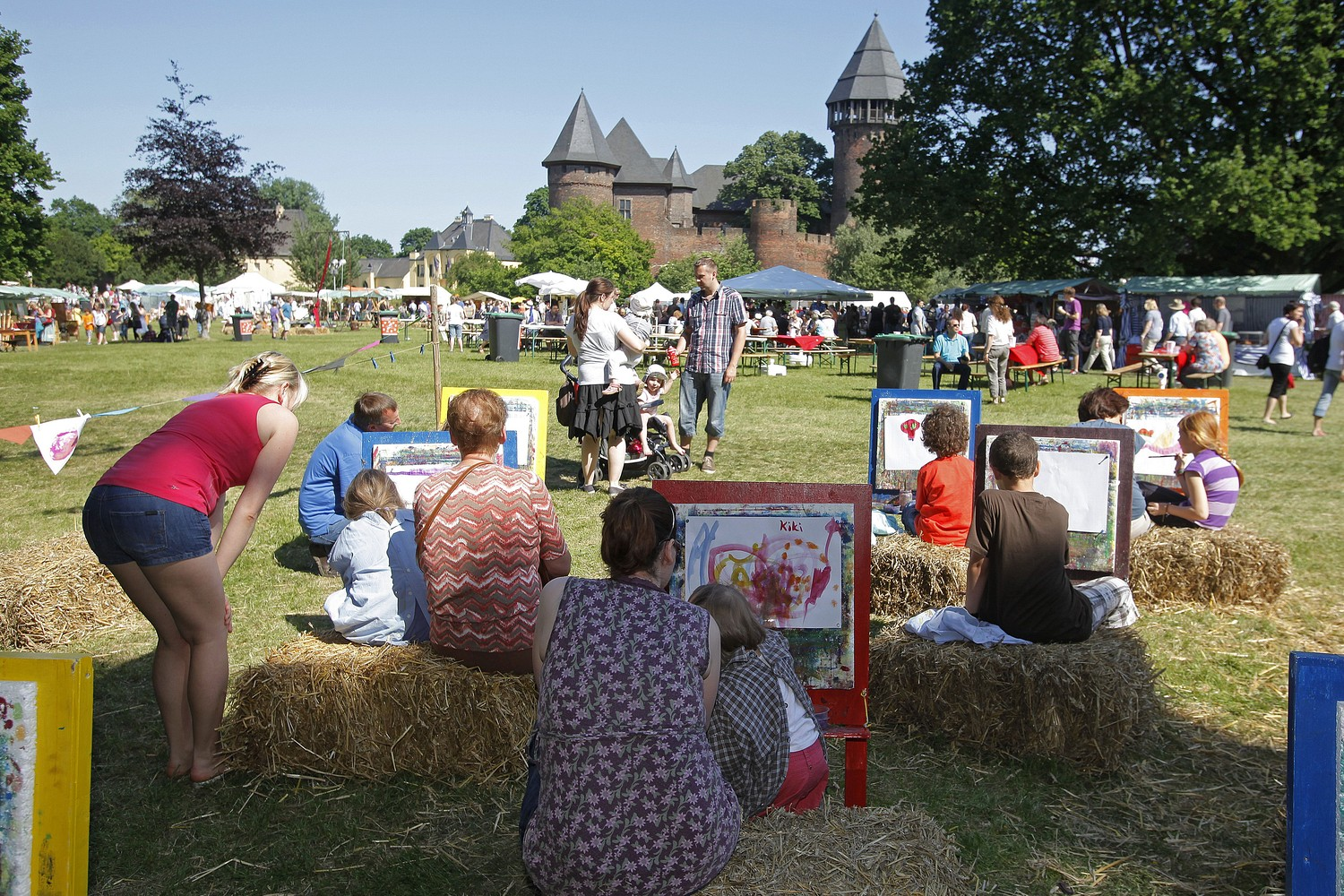
Kinderaktionen
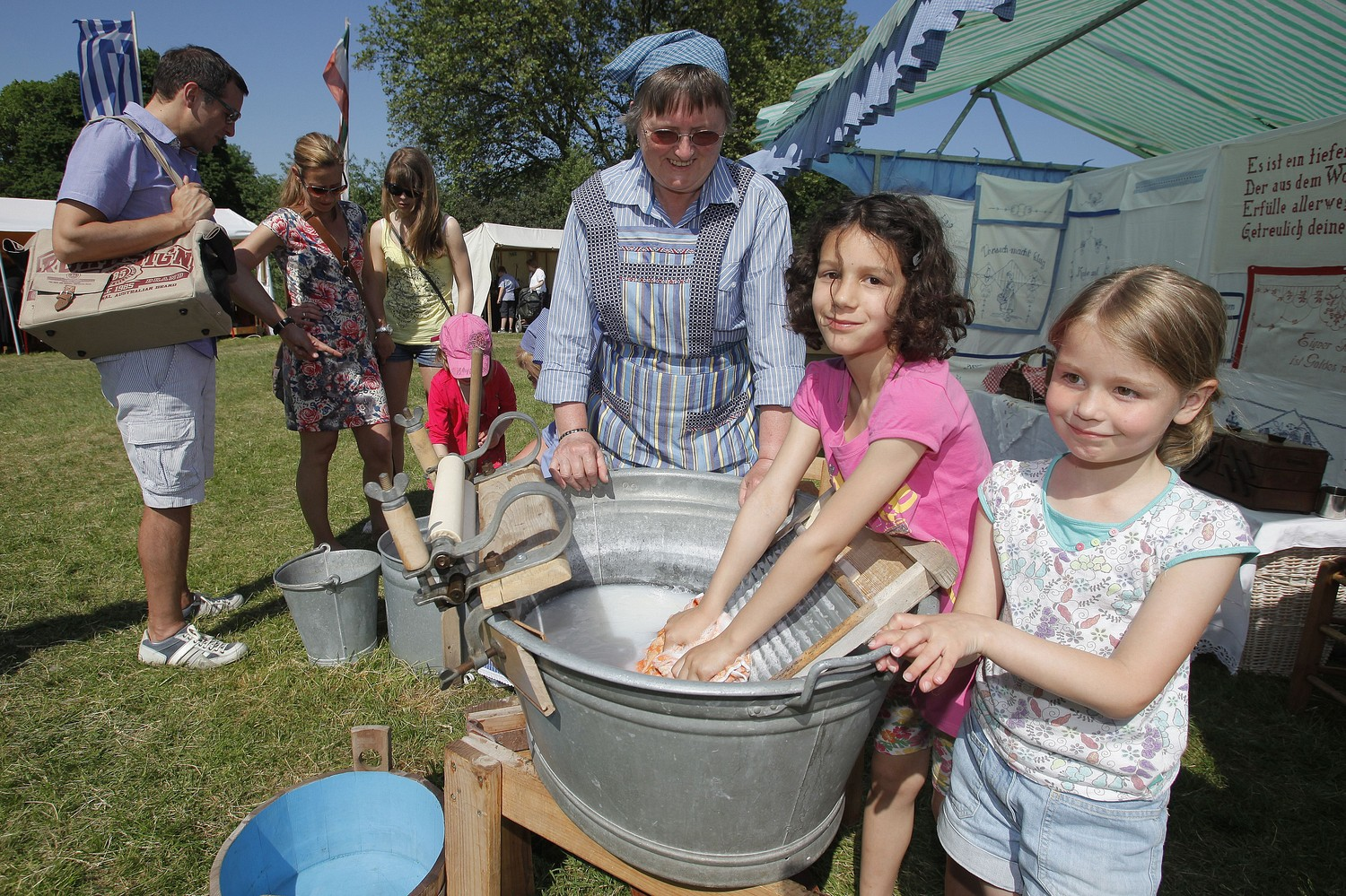
Waschen wie vor hundert Jahren
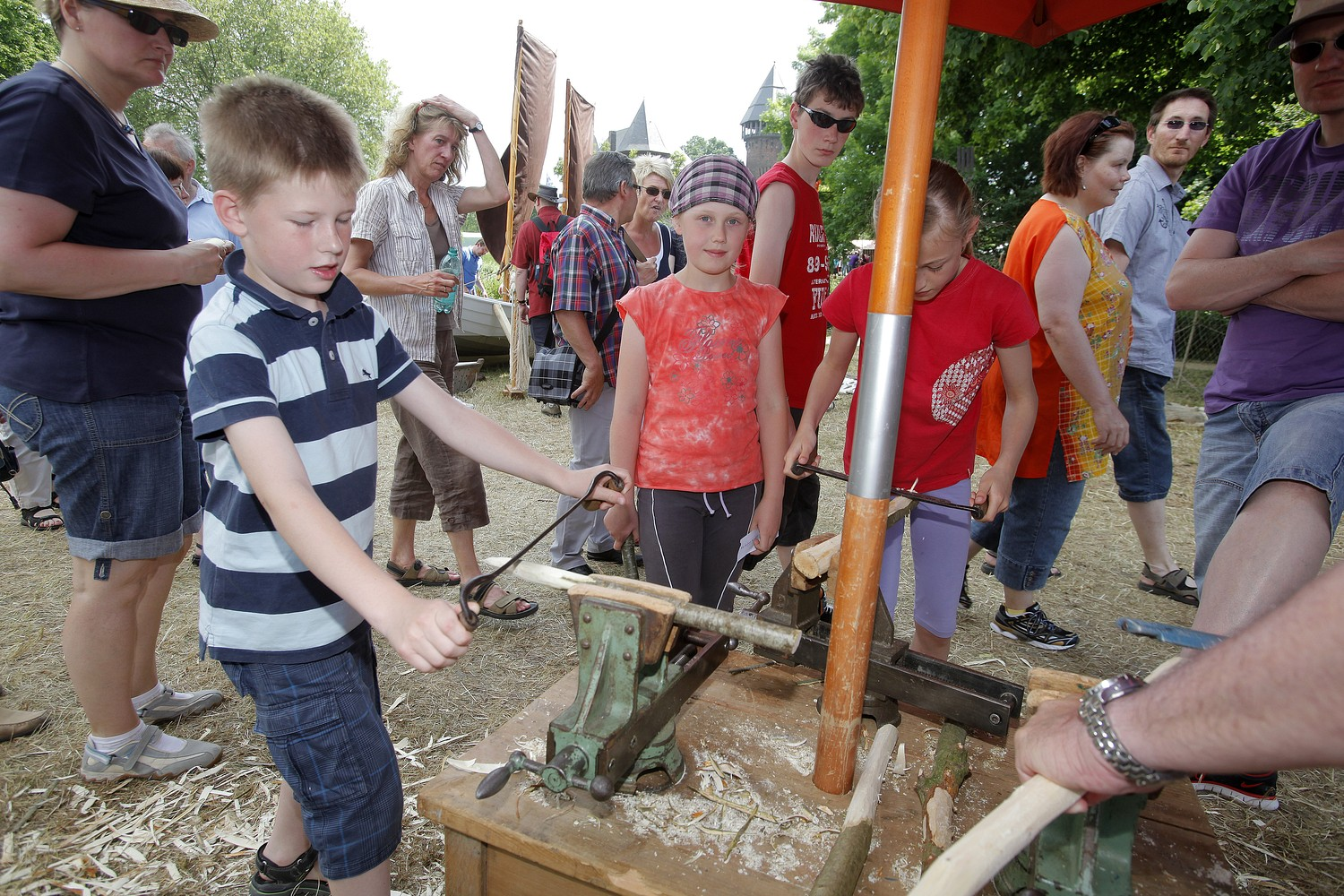
Kinderaktionen
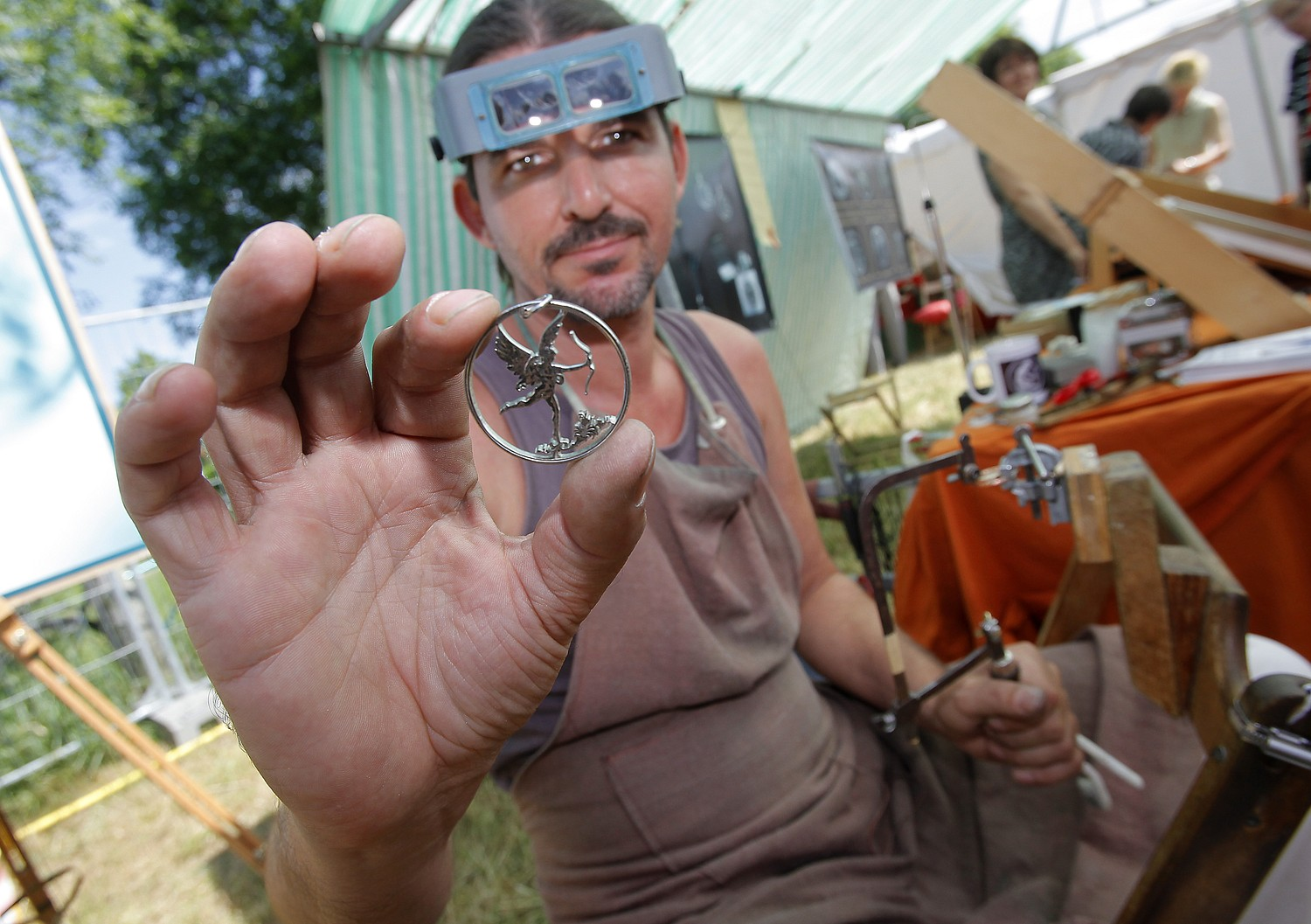
Münzschneider